# Sebastián Almada
Sebastián Almada (Montevideo, 9 de junio de 1973) es un humorista, actor y músico uruguayo, reconocido principalmente por su trabajo en el programa de televisión argentino Videomatch. Es hijo del reconocido humorista uruguayo Enrique Almada.

## Biografía
Almada nació en 1973 en el seno de una familia de actores y humoristas. Mientras trabajaba con el comediante Waldo Navia en un programa de televisión, en 1996 se mudó a la Argentina para sumarse al elenco del show de variedades Videomatch, por invitación de Marcelo Tinelli. Allí compartió con artistas como José María Listorti, Yayo Guridi, Pichu Straneo y Raúl Germán Biaggioni. En 2006 decidió dejar el programa (que había cambiado su nombre a Showmatch), debido a su cambio de formato. Sin embargo, algunos años después realizaría algunas apariciones esporádicas en el show.
También participó en otras producciones para televisión, como las series Todas a mi, Los Roldán, Mis amigos de siempre, El host y Educando a Nina, entre otras. Luego de pasar 23 años en Argentina, se trasladó nuevamente a su país natal, donde continuó trabajando como actor y comediante, principalmente en el ámbito teatral.
En el año 2021 vuelve a la televisión uruguaya en Canal 10, siendo el cliente en la versión de La peluquería de don Mateo. Meses después es participante de la segunda temporada de MasterChef Celebrity. A la par, conduce junto con Soledad Ortega el programa de turismo Máximo 90.

## Plano personal
Almada está casado con Mariela Rosso y tiene dos hijos: Lola (fruto de su anterior matrimonio) y Joaquín. En el año 2018 fue internado en terapia intensiva a raíz de una bacteria que se alojó en uno de sus pulmones. Tuvo que someterse a dos operaciones de limpieza. En mayo de 2019 tuvo que ser internado nuevamente por una pancreatitis.

## Filmografía

### Cine
| Año  | Título                 | Personaje          | Notas |
| ---- | ---------------------- | ------------------ | ----- |
| 2022 | El gerente             | Washington Morales |       |
| 2025 | Mensaje en una botella | Borracho           |       |

### Televisión
| Año                                      | Título               | Título                     | Rol / Personaje       | Notas                       |
| ---------------------------------------- | -------------------- | -------------------------- | --------------------- | --------------------------- |
| Década de 1990                           | Bandera de Uruguay   | Jugo de colores            | Humorista             | Programa infantil           |
| 1994-1996                                | Bandera de Uruguay   | De igual a igual           | Humorista             | Elenco fijo                 |
| 1997-2004                                | Bandera de Argentina | Videomatch                 | Humorista             | Elenco fijo                 |
| 2004                                     | Bandera de Argentina | Los Roldán                 |                       | Un capítulo                 |
| 2006, 2009, 2014, 2015, 2016, 2019, 2021 | Bandera de Argentina | Showmatch                  | Humorista             | Apariciones esporádicas     |
| 2007                                     | Bandera de Uruguay   | La oveja negra             | Fiorito               | Participación especial      |
| 2011                                     | Bandera de Argentina | Todas a mí                 | Alexini               | Elenco secundario           |
| 2013-2014                                | Bandera de Argentina | Mis amigos de siempre      | Ricardo "Queco" Garín | Elenco secundario           |
| 2016                                     | Bandera de Argentina | Educando a Nina            | Abogado               | Un capítulo                 |
| 2017-2018                                | Bandera de Argentina | ¿En qué mano está?         | Humorista             | Elenco fijo                 |
| 2018                                     | Bandera de Argentina | El host                    | Horacio               | Participación especial      |
| 2018                                     | Bandera de Argentina | La peña de Morfi           | Humorista             | Elenco fijo                 |
| 2021                                     | Bandera de Uruguay   | La peluquería de don Mateo | El cliente            | Reemplazo de Alberto Sonsol |
| 2021                                     | Bandera de Uruguay   | MasterChef Celebrity 2     | Participante          | Semifinalista               |
| 2021-presente                            | Bandera de Uruguay   | Máximo 90                  | Coconductor           | Junto a Soledad Ortega      |
| 2025                                     | Bandera de Argentina | Menem                      | Eduardo Duhalde       | Participación especial      |